# Laurentides
Laurentides es una región administrativa de la provincia canadiense de Quebec. Está situada en la orilla norte del río San Lorenzo. La región está dividida en 8 municipios regionales de condado (MRC) y 83 municipalidades. Los Laurentides también designan una importante cadena montañosa que se extiende desde Outaouais hasta Labrador y da gran parte de su fisonomía a la región. Así, la región toma su nombre de esta cadena montañosa que la ondula en un eje noroeste, sureste.

## Demografía
- Tasa de natalidad: 9.6 ‰ (2005)
- Tasa de mortalidad: 6.4 ‰ (2005)

Fuente: Institut de la statistique du Québec

## Componentes
La región de Laurentides está compuesto por 8 municipios regionales de condado (MRC) o territorios equivalentes (TE).  Hay 89 entidades locales, incluyendo las comunidades indias y territorios no organizados.

## Hidrografía
Vista satelital del embalse de Baskatong, un vasto cuerpo de agua compartido con la región de Outaouais.
Los Laurentides tienen muchos ríos y lagos. Entre los principales ríos se encuentran el Rivière du Nord, el Rivière Rouge, Rivière Mascouche y Rivière du Chêne. En cuanto a los lagos, los hay de todos los tamaños en gran número. Los más importantes son: embalse de Baskatong, embalse de Mitchinamecus, embalse de Kiamika, Lac du Poisson-Blanc y Grand lac Nominingue.
MRC y TE de Laurentides
| Código | MRC o TE              | CM   | Superficie total (km²) | Superficie (agua) (km²) | Superficie (tierra) (km²) | Población 2014 | Densidad (hab/km²) | Fecha de constitución | Prefecto | Mun. | ERI | TNO | Loc. | Sede                    | Otros municipios más poblados            |
| ------ | --------------------- | ---- | ---------------------- | ----------------------- | ------------------------- | -------------- | ------------------ | --------------------- | -------- | ---- | --- | --- | ---- | ----------------------- | ---------------------------------------- |
| 720    | Deux-Montagnes        | CMM* | 304                    | 32                      | 272                       | 100 306        | 368,8              | 01.01.1983            | A        | 7    | 1   | -   | 8    | Saint-Eustache          | Deux-Montagnes, Sainte-Marthe-sur-le-Lac |
| 730    | Thérèse-De Blainville | CMM  | 212                    | 5                       | 207                       | 158 104        | 763,8              | 26.05.1982            | A        | 7    | -   | -   | 7    | Bois-des-Filion         | Blainville, Boisbriand Sainte-Thérèse    |
| 740    | Mirabel               | CMM  | 486                    | 2                       | 484                       | 46 076         | 95,2               | 01.01.1982            | V        | 1    | -   | -   | 1    | Mirabel                 |                                          |
| 750    | La Rivière-du-Nord    |      | 466                    | 18                      | 448                       | 122 387        | 273,2              | 01.01.1983            | A        | 5    | -   | -   | 5    | Saint-Jérôme            | Saint-Colomban, Sainte-Sophie            |
| 760    | Argenteuil            |      | 1337                   | 106                     | 1231                      | 32 863         | 26,7               | 01.01.1983            | A        | 9    | -   | -   | 9    | Lachute                 | Brownsburg-Chatham                       |
| 770    | Les Pays-d'en-Haut    |      | 737                    | 60                      | 677                       | 42 121         | 62,2               | 01.01.1983            | E        | 10   | -   | -   | 10   | Sainte-Adèle            | Saint-Sauveur                            |
| 780    | Les Laurentides       |      | 2680                   | 218                     | 2462                      | 46 456         | 18,9               | 01.01.1983            | A        | 20   | 1   | -   | 21   | Saint-Faustin—Lac-Carré | Sainte-Agathe-des-Monts, Mont-Tremblant  |
| 790    | Antoine-Labelle       |      | 16 295                 | 1502                    | 14 793                    | 35 668         | 2,4                | 01.01.1983            | A        | 17   | -   | 11  | 28   | Mont-Laurier            | Rivière-Rouge                            |
| 15     | Laurentides           |      | 22 517                 | 1943                    | 20 574                    | 583 981        | 28,4               | .                     | ...      | 76   | 2   | 11  | 89   | Saint-Jérôme            | Blainville, Saint-Eustache, Mirabel      |

Mun. : Número de municipios; ERI : Establecimiento o reserva india; TNO : Territorio no organizado; Loc.: Entidades locales.  Prefecto (Modo de nombramiento del prefecto) : A Para y entre los alcaldes de los municipios del MRC, E Elecciones generales, V Como el territorio equivalente es una ciudad, el alcalde es prefecto también.

## Distritos escolares
- Commission scolaire des Laurentides (de Sainte-Anne-des-Lacs à La Minerve y de Saint-Donat a Mille-Îles).
- Commission scolaire Pierre-Neveu (Antoine-Labelle)
- Commission scolaire de la Rivière-du-Nord (Saint-Jérôme, *Mirabel, Sainte-Sophie, Saint-Hippolyte, Prévost, Mille-Isles, Saint-Colomban, Gore, Lachute, Saint-André-d'Argenteuil, Brownsburg-Chatham, Wentworth, Grenville-sur-la-Rouge y Harrington).
- Commission scolaire de la Seigneurie-des-Mille-Îles

## Circunscripciones
Cada circunscripción sirve como circunscripción electoral federal.
- Laurentides—Labelle : Marie-Hélène Gaudreau (BQ)
- Mirabel : Simon Marcil (BQ)
- Rivière-des-Mille-Îles : Luc Desilets (BQ)
- Rivière-du-Nord : Rhéal Fortin (BQ)
- Thérèse-De Blainville : Louise Chabot (BQ)